# 1804 în literatură
Anul 1804 în literatură a implicat o serie de evenimente și cărți noi semnificative.  

## Cărți noi
- Sophie Ristaud Cottin - Malvina
- Maria Edgeworth - Popular Tales
- Rachel Hunter -The Unexpected Legacy
- William Henry Ireland - The Sepulchral Summons
- Elizabeth Lefanu - The India Voyage
- Mary Meeke
  - Amazement
  - The Nine Days' Wonder
- Henrietta Rouviere Mosse - Lussington Abbey
- Mary A. Neri - The Eve of San-Pietro
- Amelia Opie - Adeline Mowbray
- Anna Maria Porter - The Lake of Killarney
- Etienne Senancour - Oberman
- Sarah Wilkinson - The Knights of Calatrava
- Mary Julia Young - The Mother and Daughter